# ドイツ農民戦争
ドイツ農民戦争（ドイツのうみんせんそう、独: Deutscher Bauernkrieg, 英: German Peasants' War）は1524年、主にドイツ南部・中部の農民が起こした大規模な反乱。

## 概要
この反乱の代表的指導者はトマス・ミュンツァーであったが、次第に急進化し社会変革を掲げるようになった。そのため社会制度に対して保守的なマルティン・ルターは始めこの反乱を支持していたものの、鎮圧の側に回り、反乱は最終的に鎮圧された。このためこの地方の農民からルター派は支持を失い、以後カトリックが主流となる（→文化闘争）。
一方ルターが保守的であることを知った領主階級はカトリック教会を通じて支配体制を強化しようとするカール5世への対抗の必要上、ルター派を支持するようになった。